# Telico
Telico est une communauté non incorporée située dans le comté d'Ellis, dans l'État du Texas.
D'abord appelée Trinity City, elle a été renommée Telico dans le milieu des années 1850.
Telico est le lieu de naissance de Clyde Barrow.